# 2626-os mellékút (Magyarország)
A 2626-os számú mellékút egy kb. 21 kilométeres hosszúságú, négy számjegyű országos közút Borsod-Abaúj-Zemplén vármegye északi részén, a Cserehát keleti vidékein.

## Nyomvonala
Méra közigazgatási területének északi részén ágazik ki, az ott majdnem észak-déli irányban haladó 3-as főútból, a főút 225,900-as kilométerszelvénye közelében. Nyugatnak indul, de rögtön északnak fordul; az ellenkező irányban hasonló vonalvezetést követ kezdeti szakaszán a csomópont túloldalán kiágazó 3706-os út is. Méra községet ennél jobban nem is érinti az út: nagyjából 800 méter megtétele után keresztezi a tervezett M30-as nyomvonalát, és még az 1. kilométere előtt átlép a következő település, Szalaszend területére.
Ez utóbbi község keleti részén halad el, a 3. kilométere közelében, majd átlép Fulókércs területére. Még mielőtt elérné a falu legdélebbi házait, a 7,100-as kilométerszelvénynél kiágazik belőle a 26 146-os út, majd végighalad a falun. A következő települése Szemere, melynek déli részén, a 11,600-as kilométerszelvényénél ágazik ki a 2627-es út.
15,7 kilométer megtétele után, Szemere északi részén eléri az országhatárt, innentől szorosan azt kísérve halad. A 18,900 kilométerszelvénye közelében átlép Büttös lakatlan külterületére, és ott halad, egészen addig, amíg bele nem torkollik a 2624-es útba, közvetlenül azelőtt, hogy az, mintegy 36,8 kilométer megtétele után átlépné az államhatárt. Teljes hossza, az országos közutak térképes nyilvántartását szolgáló kira.gov.hu adatbázisa szerint 20,973 kilométer.
Szlovák területen tovább haladhatunk innen, Buzita község közigazgatási területén, a 2624-es út egyenes folytatását képező 3400-as számú úton, Nagyidán keresztül egészen Kassa délkeleti széléig, illetve a szlovákiai 16-os főútig, amely az E58-as európai úthálózatnak is része.

## Települések az út mentén
- (Méra)
- Szalaszend
- Fulókércs
- Szemere
- (Büttös)